# Fairview, Teksas
Fairview je gradić u američkoj saveznoj državi Teksas, u središnjem predjelu okrugu Collin, tri milje (5 km), južno od McKinneya i 6 milja (9,5 km) sjeveroistočno od Plana. Razvoj populacije zahvaljuje upravo razvoju poslovnog središta sjevernog Teksasa u okružnom središtu Plano, naročito u drugoj polovici 20. stoljeća, pa mu je populacija s 893 (1981.) skočila na 1.554 (1990.) i 2.644 (2000.) Prema popisu stanovništva iz 2010. u njemu je živjelo 7.248 stanovnika.